# Immaculata University
L'Immaculata University è una università privata di indirizzo cattolico, con sede a Immaculata (Pennsylvania). È stata fondata nel 1920 dalle Suore ancelle del Cuore Immacolato di Maria.

## Sport
La squadra femminile di pallacanestro della Immaculata University (le Mighty Macs) è entrata nella storia del gioco, venendo ammessa tra i membri del Naismith Memorial Basketball Hall of Fame nel 2014. Allenata da Cathy Rush, ha vinto il titolo AIAW dal 1972 al 1974, perdendo solamente 2 delle 62 partite totali. Furono inoltre la prima squadra femminile collegiale a disputare un incontro trasmesso in televisione.